# Momofuku (album)
Pour les articles homonymes, voir Momofuku.
Albums de Elvis Costello and the Imposters
Rock and Roll Music
(2007) Secret, Profane and Sugarcane
(2009)
Momofuku (2008) est un album d'Elvis Costello and the Imposters. L'album contient également des collaborations avec la leader de Rilo Kiley, Jenny Lewis. Son nom se réfère à Ando Momofuku, l'inventeur des nouilles instantanées.

## Liste des pistes
| No  | Titre                            | Durée |
| --- | -------------------------------- | ----- |
| 1.  | No Hiding Places                 | 3:59  |
| 2.  | American Gangster Time           | 3:45  |
| 3.  | Turpentine                       | 5:40  |
| 4.  | Harry Worth                      | 4:28  |
| 5.  | Drum and Bone                    | 2:34  |
| 6.  | Flutter and Wow                  | 4:18  |
| 7.  | Stella Hurt                      | 4:46  |
| 8.  | Mr. Feathers                     | 2:45  |
| 9.  | My Three Sons                    | 3:05  |
| 10. | Song With Rose                   | 3:02  |
| 11. | Pardon Me Madame, My Name Is Eve | 3:53  |
| 12. | Go Away                          | 4:55  |